# Bataille d'Ouessant (1781)
Pour les articles homonymes, voir Bataille d'Ouessant.
Guerre Franco-Anglaise
La bataille d'Ouessant, connue aussi sous l'expression de deuxième bataille d'Ouessant se déroule le 12 décembre 1781. C'est un combat mineur de la guerre d'Amérique qui se déroule après la victoire franco-américaine décisive de Yorktown. Il oppose une escadre française escortant un convoi sous les ordres du comte de Guichen à une force britannique commandée par Richard Kempenfelt chargé de l'intercepter.

## La mission de Guichen
Depuis l'été 1781, le ministère de la marine prépare l'envoi d'un gros convoi de matériel, de munitions, de vivres, de soldats d'artillerie et de 5 vaisseaux de lignes en renfort à l'escadre du comte de Grasse qui guerroie aux Antilles. Pour plus de sûreté, on décide de lui donner une escorte supplémentaire aux ordres du comte de Guichen, lieutenant général des armées navales. Il appareille de Brest le 10 décembre 1781. Guichen dispose d'une force de 12 vaisseaux et une frégate pour rallier, à Cadix, l'armada espagnole. S'y ajoutent 2 vaisseaux qui partent pour les Indes orientales soutenir l'escadre de Suffren. Avec les 5 vaisseaux destinés aux Antilles c'est donc une puissante escorte de 19 bâtiments de guerre qui doit accompagner ce convoi de plus de 100 voiles jusqu'en dehors des points habituels des croisières anglaises, c'est-à-dire à la sortie du golfe de Gascogne.

## L'interception du convoi
Le 12 décembre, à cinquante lieues environ au sud de l'île d'Ouessant, le convoi, que Guichen a laissé imprudemment à six milles sur ses arrières, est repéré par temps brumeux et mer agitée, par les 12 vaisseaux anglais de Richard Kempenfelt qui patrouillent à sa recherche. Compte tenu du rapport de force qui lui est très défavorable, Kempenfelt devrait rester à distance. Cependant, il observe que l'escorte française est très en avant du convoi et sous le vent par rapport à lui. Il en conclut aussitôt que cette configuration lui laisse le temps d'intercepter les navires marchands avant que l'escorte n'ait le temps de réagir. L'escadre anglaise attaque donc les transports alors que Guichen, gêné de plus par le mauvais temps, ne peut que faire le signal de sauve-qui-peut au convoi en virant de bord. Dans les navires de transports, c'est la panique : Kempenfelt en capture 24, porteurs de plus de 1 000 hommes et de grandes quantités de matériel, les autres réussissant à s'enfuir un peu partout vers la côte, notamment à Royan.
L'escadre anglaise est chassée pendant deux jours, sans pouvoir être rejointe à cause des vents contraires. Le Triomphant (80 canons), commandé par Vaudreuil, et L'Actif (74), du capitaine Macarty-Macteigne, seuls en position de secourir le convoi, engagent un combat assez violent, mais vain, avec le HMS Edgard (74). Kempenfelt, préoccupé surtout de mettre ses prises en sûreté, se dérobe vers le nord et ne peut être rejoint. Pour Guichen les problèmes ne sont cependant pas terminés. Alors qu'il continue à croiser dans l'Atlantique dans l'espoir de rallier quelques bâtiments épars, il est assailli, dans la nuit du 25 au 26 décembre par un terrible coup de vent. Le Bretagne (100 canons), vaisseau amiral, et la Couronne (80), souffrent beaucoup. Guichen doit se résoudre à rentrer sur Brest pour réparer les avaries. De son côté, Kempenfelt détache un navire rapide afin de prévenir l'amiral Hood de l'arrivée de ce qui reste du renfort français : deux vaisseaux de ligne et quelques transports qui poursuivent leur mission vers les Antilles.

## Des conséquences réduites
Cet engagement participe de l'active guerre des convois à laquelle se livrent la France et l'Angleterre depuis le déclenchement du conflit en Amérique. Guichen, qui passe pour un bon manœuvrier, avait été jusque-là un chef heureux dans l'exécution de ses missions. C'est sa seule véritable défaite pendant la guerre,. Elle gêne fortement de Grasse qui est privé pendant quelque temps du ravitaillement attendu, mais ne remet pas en cause la victoire franco-américaine, acquise déjà depuis plusieurs mois. Guichen, qui prend sur lui toute la responsabilité de ce lourd échec, offre sa démission au roi, mais celui-ci lui renouvelle sa confiance et lui donne à escorter, cette fois avec succès, un nouveau convoi au début de 1782. Il poursuit ensuite la guerre aux côtés des Espagnols.